# Avignon Locators
Avignon Locaters är en installation utanför Avignon Université i Avignon i Frankrike av Nancy Holt.
Avignon Locators är en andra upplaga av verket Missoula Ranch Locators–Vision Encompassed från 1972 norr om staden Missoula i Montana i USA.  Initiativet till en ny version av verket togs 2007 av fransmannen Serge Paul vid Avignon Université. 
Avignon Locators är ett av de två verk som Nancy Holt uppfört i Europa. Det andra är jordkonstverket Up and Under (finska:Yltä ja Alta), från 1997–1998, som finns i ett sandtag i Pinsiö i Tavastkyro i Birkaland i Finland (61°34′28″N 23°26′06″Ö / 61.57444°N 23.43500°Ö).

## Beskrivning
Avignon Locators är ett observatorium utan optiska instrument, som består av åtta horisontella, fast monterade, 33 centimeter långa tittrör av rostfritt stål, som är svetsade på var sitt rör i marken. De står i en cirkel med en diameter på 13,7 meter. De fem höga kikarna är inriktade direkt i riktningarna geografiska nord, nordväst, väster, sydväst, syd, sydost, öster och nordost. 
Varje kikare leder tittarens ögon mot speciella detaljer i omgivningen och längre bort, mot polstjärnan i norr. Kikarna pekar också mot kikarna på andra sidan av cirkeln. Tittaren kan stå på endera sidan av röret och antingen titta utåt eller inåt på motstående kikare och dess omgivning. Cirkeln i Avignon är 1,5 meter större i diameter än den tidigare i Missoula och stativrörens längd avpassade så att man ser kikaren i hela dess höjd från motsatt kikare. 
Eftersom horisonten döljs av vegetation och byggnader, kan solen inte ses genom kikarna i väster och öster exakt vid solstånden, men under fyra dagars tid, nära i tiden till solstånden.
Tanken är att de avgränsade synfälten ska åstadkomma att åskådarna utvecklar en speciell visuell erfarenhet från platsen och dess omgivning.

## Den första "Locators"-installationen
Missoula Ranch Locators–Vision Encompassed var ett av Nancy Holts första installationer. Det är ungefär samtidigt med hennes mest kända verk, Solar Tunnels i Great Basin Desert i Utah. Denna installation är mycket lik den senare versionen i Avignon, men gjord av rör i galvaniserat stål, som mörknade över tiden, samt något mindre mått. Cirkeln var 12,2 meter i diameter och tittrören var 30,5 centimeter i diameter och monterade 1,5 meter över marken. Dessutom var kikarrören inriktade i kompassriktningarna norr och så vidare, och inte efter geografiska norr.
Installationen stod på ett fält strax norr om universitetsstaden Missoula. Den monterades ned 2003 för att ge utrymme åt en ny byggnad, efter det att marken bytt ägare.